# Тони (Иркутская область)
Тони — деревня в Нижнеудинском районе Иркутской области.

## География
Деревня находится в 8 км от Атагая.

## Население
По данным Всероссийской переписи населения 2010 года, население НП составило 88 человек.

## Власть
Деревня в административном плане относится к Широковскому муниципальному образованию Нижнеудинского района
Иркутской области.